# 勞勃·馬克·卡門
勞勃·馬克·卡門（英語：Robert Mark Kamen，1947年10月9日—），美國編劇、電影製作人和釀酒師。其中最著名的作品為《小子難纏》系列，且多次與法國導演盧貝松合作，包括《終極追殺令》、《第五元素》、《玩命快遞》系列、《即刻救援》系列等。

## 外部連結
- 勞勃·馬克·卡門在互联网电影资料库（IMDb）上的資料（英文）